# Belirang-Beriti
Belirang-Beriti est un volcan complexe qui s'élève au-dessus de la plaine de Semalako dans le Sud-Ouest de Sumatra, en Indonésie. Il contient un cratère volcanique de 1,2 km de large.